# Theo Grumbach

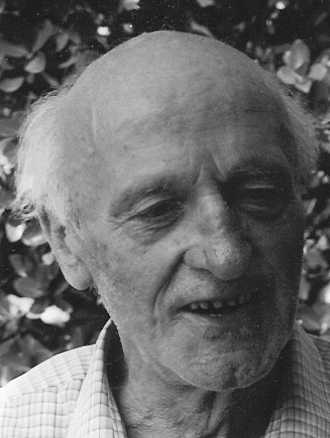
Theo Grumbach, um 1999

Theo Grumbach (* 18. Dezember 1924 in Lieser, Mosel; † 24. Januar 2000 in Bernkastel-Kues) war ein deutscher Maler und Zeichner. Sein der Nachkriegsmoderne zuzuordnendes Werk wurzelt überwiegend im Expressionismus.

## Leben
Nach dem Schulbesuch in seinem Geburtsort Lieser und einer Berufsausbildung als Winzer (1939 bis 1940) war Grumbach Soldat an der Ostfront (1942 bis 1944). Anschließend geriet er in sowjetische Kriegsgefangenschaft mit überwiegender Zwangsarbeit im Bergbau des Donbass (Ukraine). Schwer erkrankt kehrte er 1948 in seine Heimat zurück.
1950 bis 1953 machte Grumbach eine Berufsausbildung als Kirchenmusiker, bis 1975 war er als Organist, Musiklehrer und Chorleiter tätig, nebenberuflich als Winzer. 1953 heiratete er Anna Horbert (1925–2006), aus der Ehe gingen zwei Söhne hervor.

## Werk
Grumbach begann Mitte der 1950er Jahre als Autodidakt mit der Malerei – angeregt von den Künstlern Josef Junk (1919–1994) und Bert Dörr (1920–1981) aus dem benachbarten Bernkastel-Kues. Anfang der 1960er Jahre entstanden Alltags-, aber auch mythische und biblische Szenen, technisch umgesetzt als gespachtelte, mehrfach geschichtete Ölaufträge mit feinsten Lasuren.
„Theo Grumbach bleibt das seltsame Naturtalent als das wir ihn kennen. Der in ländlich biederer Abgeschiedenheit eines stillen Weinortes an der Mosel, fern von jeglicher Kunstbetriebsamkeit Lebende, der allein der Orgelmusik und dem Weinbau hingegeben ist, malt … seine bis an die Grenzen des Abstrakten reichenden menschlein-versponnenen Bilder mit dem technischen Raffinement erfahrener Akademie-Virtuosen“
Ende der 1960er Jahre verschob Grumbach seinen thematischen Fokus auf gesellschaftliche Zustände und seine eigenen Lebenserfahrungen, sein Malstil wurde expressiver und plakativer. Acryl ersetzt Öl, Elemente von Pop-Art und Neorealismus flossen ein.

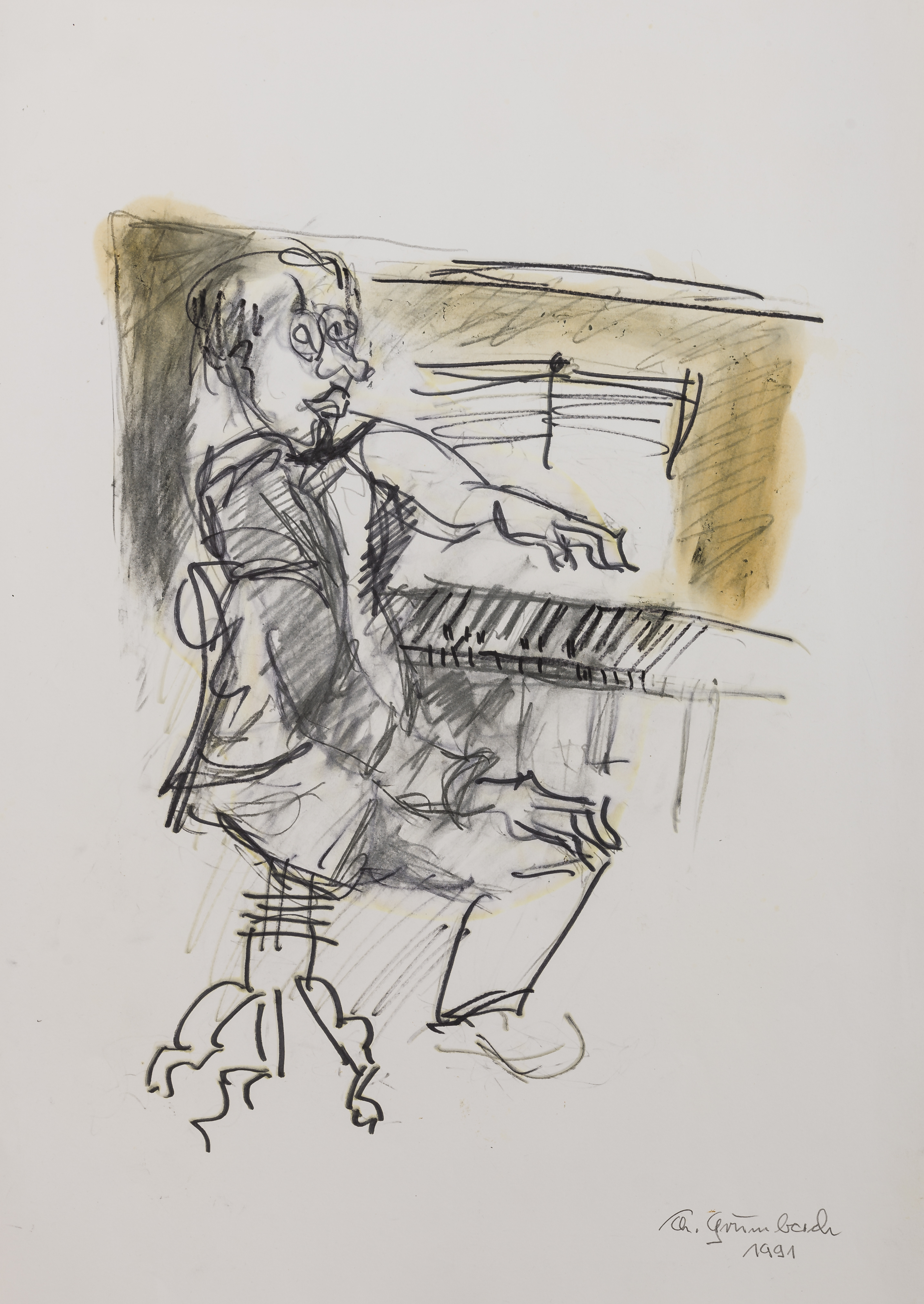
Selbstporträt am Klavier

Theo Grumbach, […] ein zeit- und sozialkritischer Expressionist […] hält sich an eine hart konturierte, farbkräftige Gegenständlichkeit in seinen Kunstharz- und Ölbildern, die durchweg mit Collagen kombiniert sind. Seine Themen reichen von ‚Metall-Veteranen‘ bis zur ‚Rhapsodie in Blue‘ und haben zumeist einen Zug ins Fantastische und Surrealistische“
„Radikal änderte sich sein Stil. Die stille Versunkenheit und Ästhetik der frühen Malerei, die sich in feiner, subtiler Figuration und knapper Zeichensprache äußerte, war der harten Wirklichkeit nicht angemessen. Wir treffen in seinen Arbeiten auf groteske Verzerrungen, bizarres Chaos und Hässlichkeiten […], jenseits von schönem Schein und Kunstbehaglichkeit. Sie sprechen für eine aggressive Offenheit.“
Seit 1960 war Grumbach Mitglied der Gesellschaft für Bildende Kunst, Trier, und der Europäischen Vereinigung Bildender Künstler aus Eifel und Ardennen, Prüm, und nahm regelmäßig an deren Jahresausstellungen teil. 1964 fertigte Grumbach zehn Schwarz-Weiß-Linolschnitte, neben der Beteiligung an den späteren Mappenwerken seine einzigen Druckgrafiken.
1972 gründete er mit Bert Dörr, Josef Junk und Johannes Maria Dietz (1930–2015) die „Quadriga BKS“. Die Künstlergruppe organisierte die kommunale „Galerie 555“ in Bernkastel-Kues, gab zwei gemeinsame Grafikmappen heraus und führte eine Vielzahl gemeinsamer Ausstellungen im In- und Ausland durch. Unter anderem initiierte das Auswärtige Amt 1972 eine Werkschau der „Quadriga BKS“ in den Deutschen Kulturinstituten Ankara und Izmir (Türkei).

Ende der 1970er Jahre nahm Grumbach Landschaften und Architekturen in seinen Blick: Stadt, Dorf, Hof, Feld, Weinberg und Mensch. Die Arbeiten dieser Werkphase waren unkomplizierter als das bisher Gemalte, dennoch eigenwillig und nie idyllisierend. Das Öl kehrte auf seine Malplatten zurück, oft auch in Mischtechniken.
„[…] Grumbachs Farben und sein kräftiger Farbauftrag entsprechen nicht unbedingt dem, was wir von harmonisierenden Heimatbildern erwarten. Grumbachs Farben sind ausdrucksstark, bisweilen schonungslos, sie führen ein starkes Eigenleben. Da tut sich dann plötzlich eine ganz neue Heimat auf. Die Häuser scheinen zu schwanken, drohend richten sich Berge auf, und selbst die süßen, vertrauten Trauben scheinen zur Nacht fern und unheimlich. Auch Grumbachs Weinflaschen haben nichts von weinseeliger Sorglosigkeit. Fast drohend stehen sie im Bild. Und im altehrwürdigen Trier tanzen zur Nacht die Narren ums mittelalterliche Marktkreuz.“
1980 bis 1995 waren zahlreiche Einzelausstellungen seinem Werk gewidmet, unter anderem im Weinkulturellen Zentrum Bernkastel-Kues, in der Katholischen Akademie Trier, im Haus Beda Bitburg, in „Pro linguis“ Hamburg und auf Schloss Vianden, Luxemburg.

1981 bis 1984 entstand eine Serie von etwa 100 Zeichnungen und Skizzen, in denen Grumbach seine Gewalterfahrungen ohne Verrätselung und Verfremdung direkt thematisierte.
„Grumbach Skizzen und Zeichnungen sprechen eine klare Sprache. Sie bedürfen keiner Bildtitel. Sie gehen unter die Haut. Was wir sehen, sind häßliche Seiten des Menschseins. Grumbach konfrontiert uns mit seinen Erlebnissen aus dem Krieg, den Lagern, der Gefangenschaft. Wir sehen hilfloses, schutzloses Ausgeliefertsein. Es sind Bilder mit einer Drastik, die ihresgleichen sucht […] Es sind emotional wirkmächtige Bilder.“
„Man kann behaupten, daß auch für Grumbachs Ausbruch der Erinnerung gilt: Die Umstände bedingten die Entlassung seiner Kriegserinnerungen aufs Papier. Sie traten im Kontext des gesellschaftlichen Diskurses leibhaftig aus der Gefangenschaft in den Alltag […] Möglicherweise waren die Skizzen und Zeichnungen der letzte Schritt einer ganz persönlichen Trauerarbeit, die Konfrontation mit dem, was er ‚seine Wahrheit‘ nannte. Sie war wichtig, nicht nur des inneren Friedens willen.“
Theo Grumbach verstarb im Januar 2000 nach langer, schwerer Krankheit und hinterließ ein vielgestaltiges und sehr umfangreiches Œuvre von ca. 3000 Exponaten. Eine Gedächtnisausstellung war im Jahr 2014 im SWR-Studio Trier zu sehen. Gemälde von Theo Grumbach befinden sich in zahlreichen privaten und öffentlichen Sammlungen unter anderem in der Landeskunstsammlung Rheinland-Pfalz, Mainz und im Stadtmuseum Simeonstift Trier.

## Werke

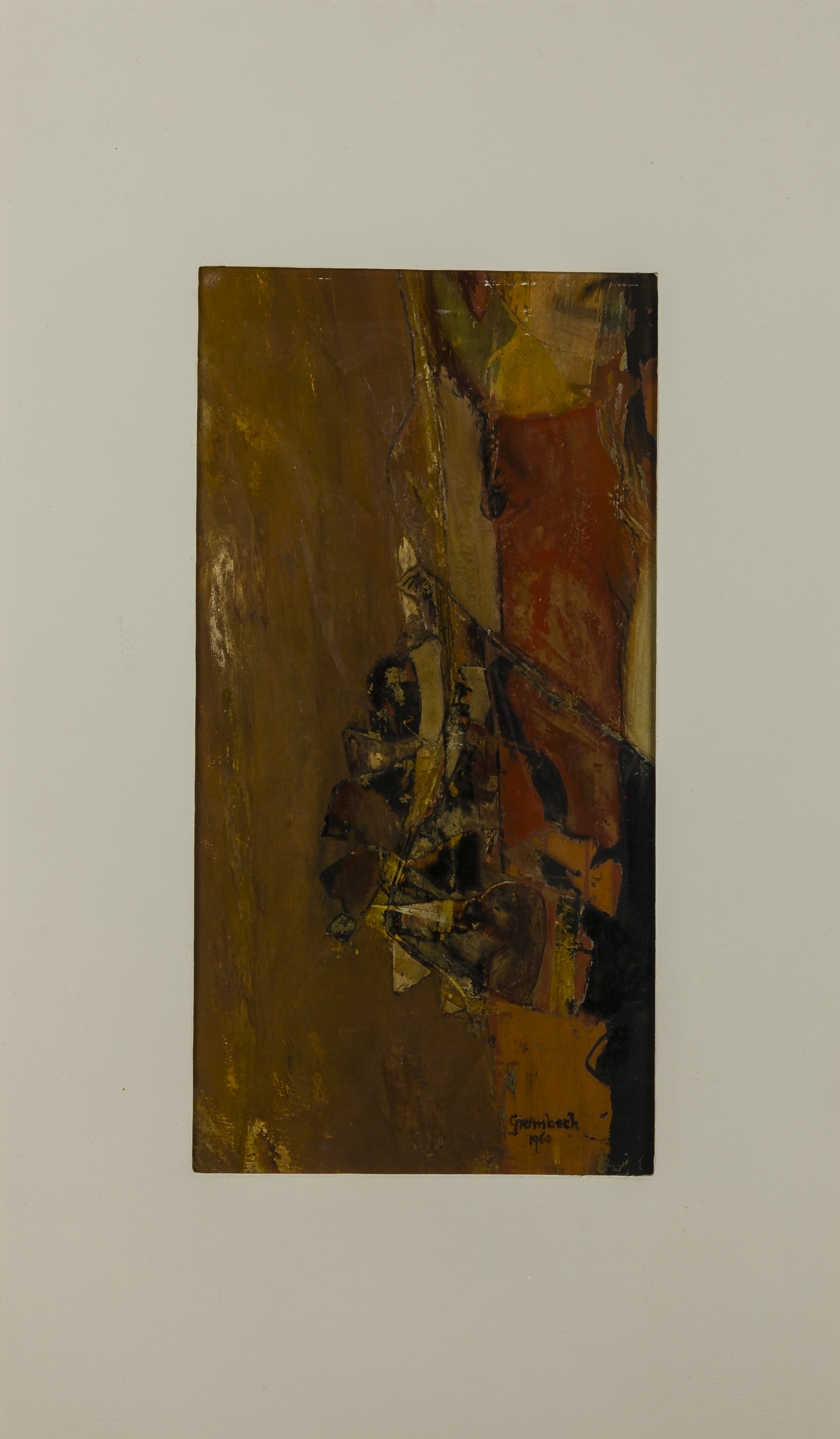
Am Abend, Öl auf Holz, 1960
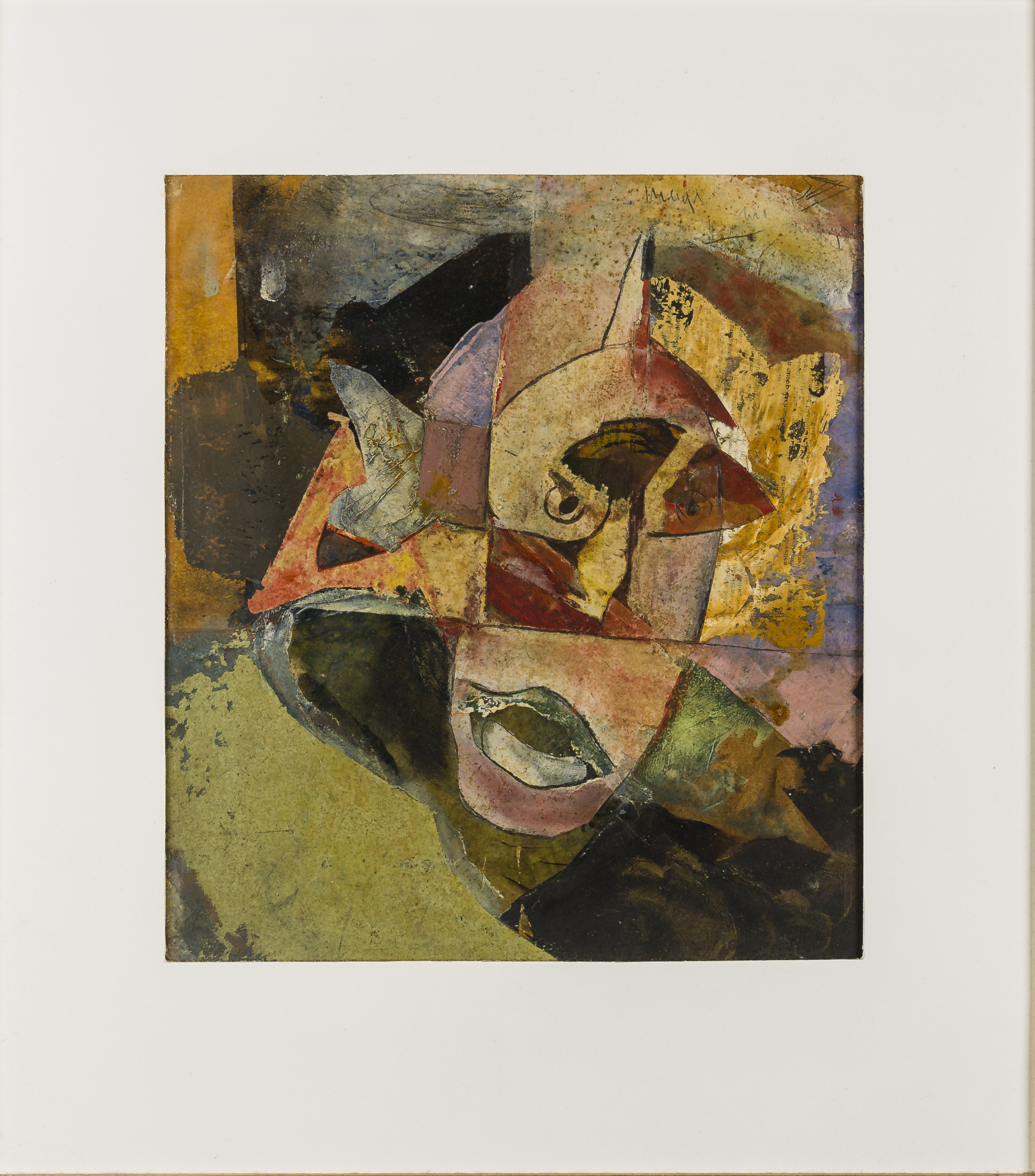
Angesicht, Öl/Collage auf Holz, um 1960
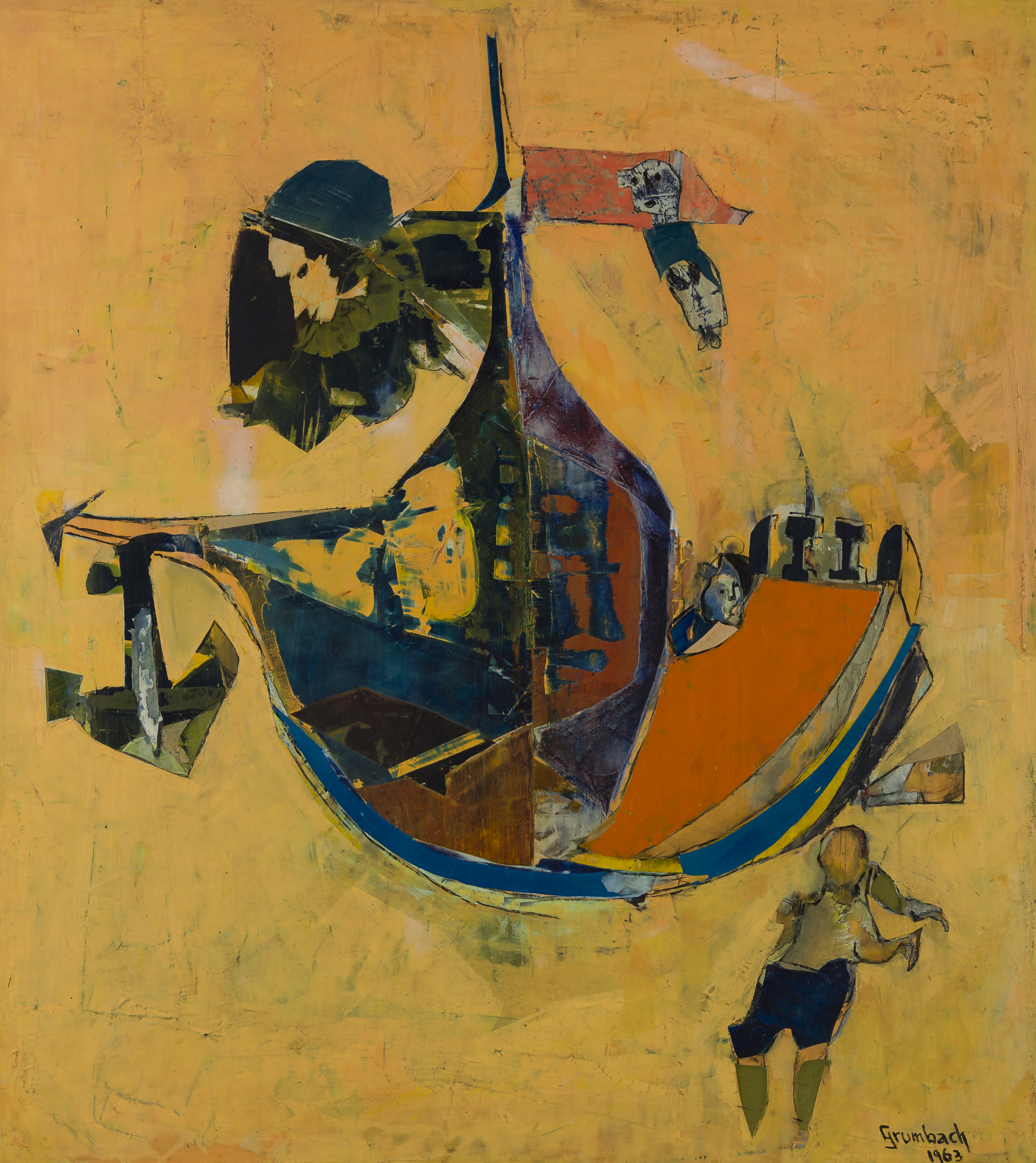
Umseeltes Schiff, Öl auf Holz, 1963
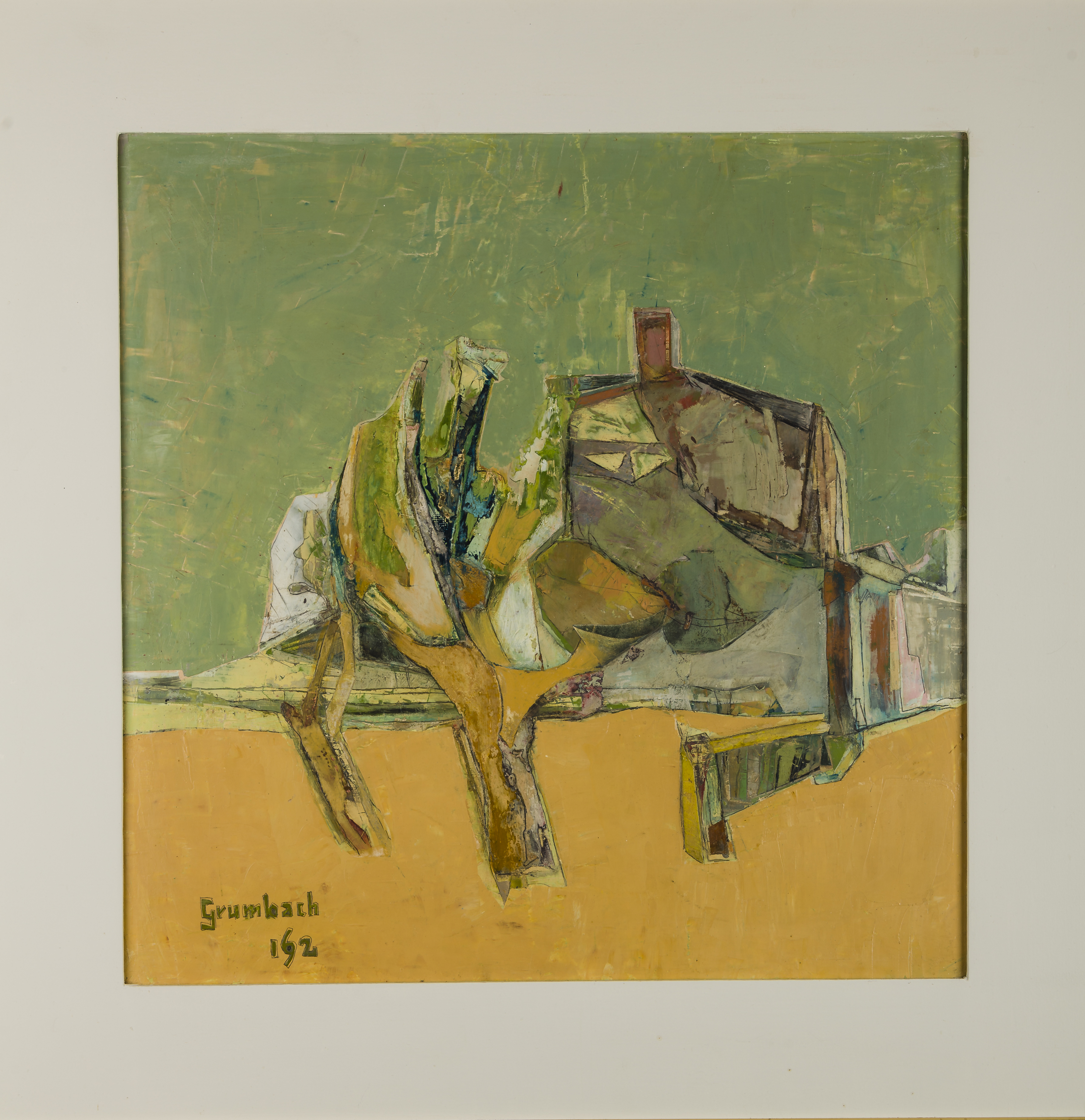
Sommerliche Landschaft, Öl auf Holz, 1962
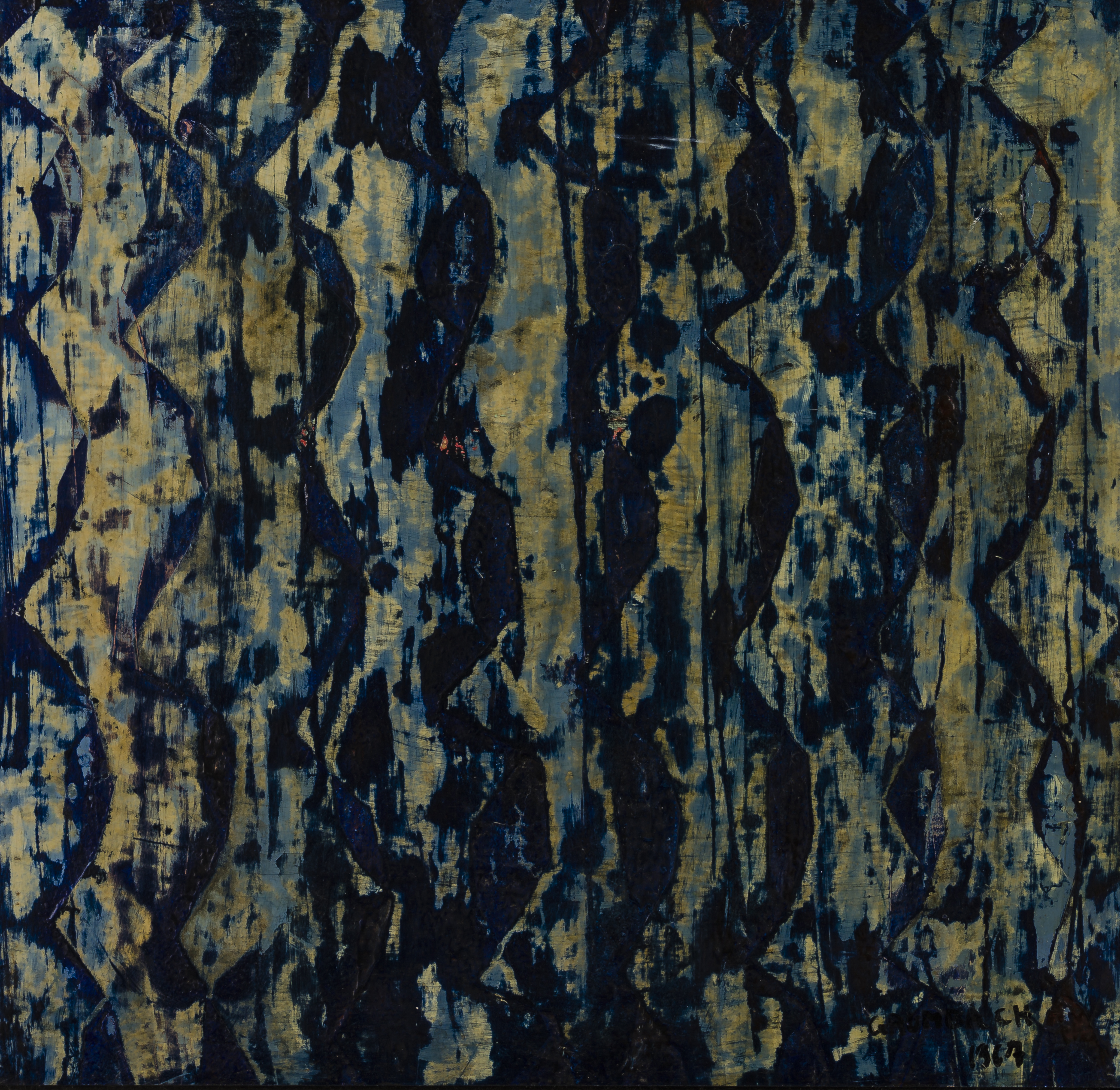
Strukturen II, Öl auf Holz, 1967
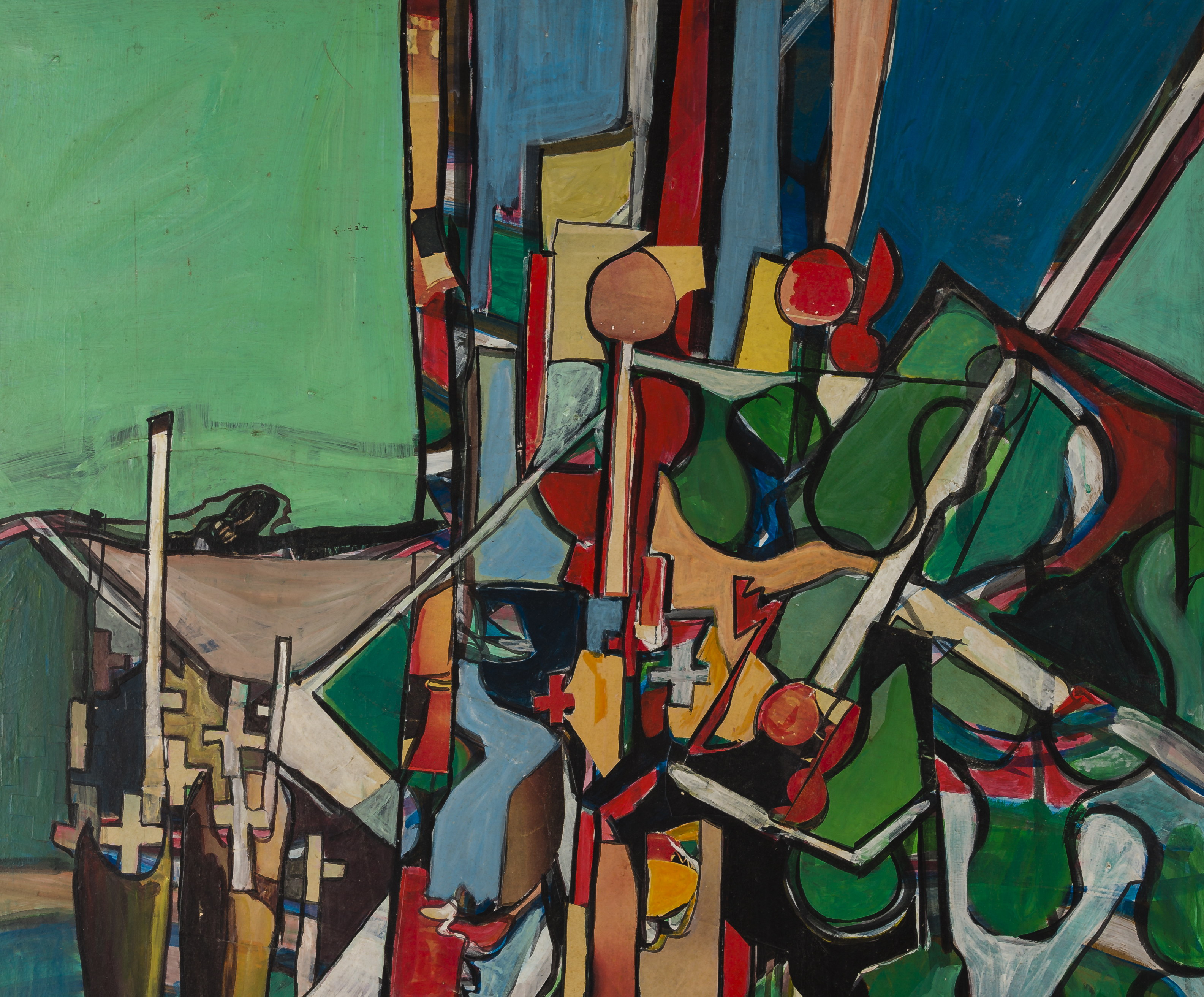
Eiland, Acryl/Collage auf Holz, 91 × 71 cm, 1971
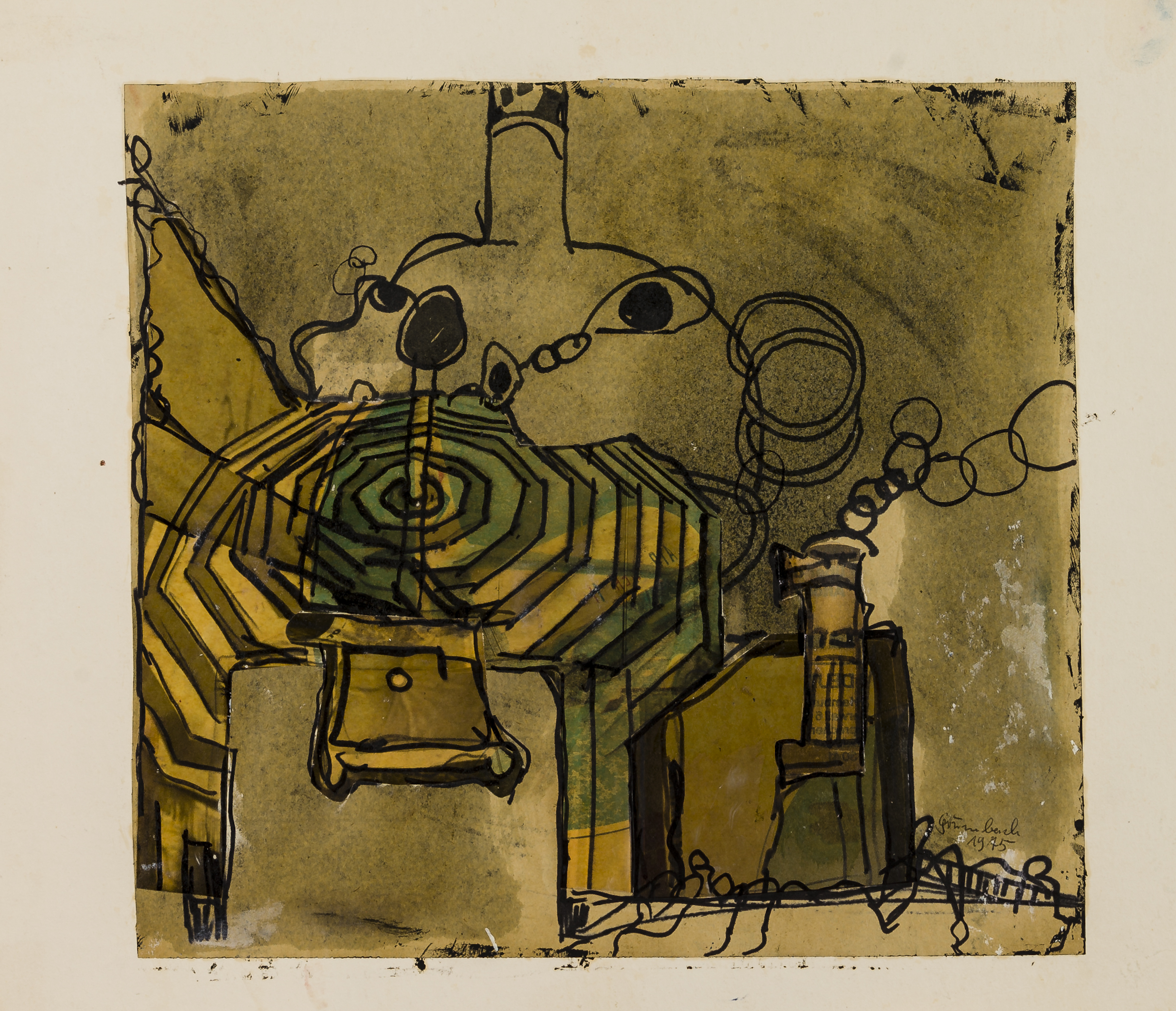
Gaunermaschine, Öl/Tusche/Collage auf Papier, 1975
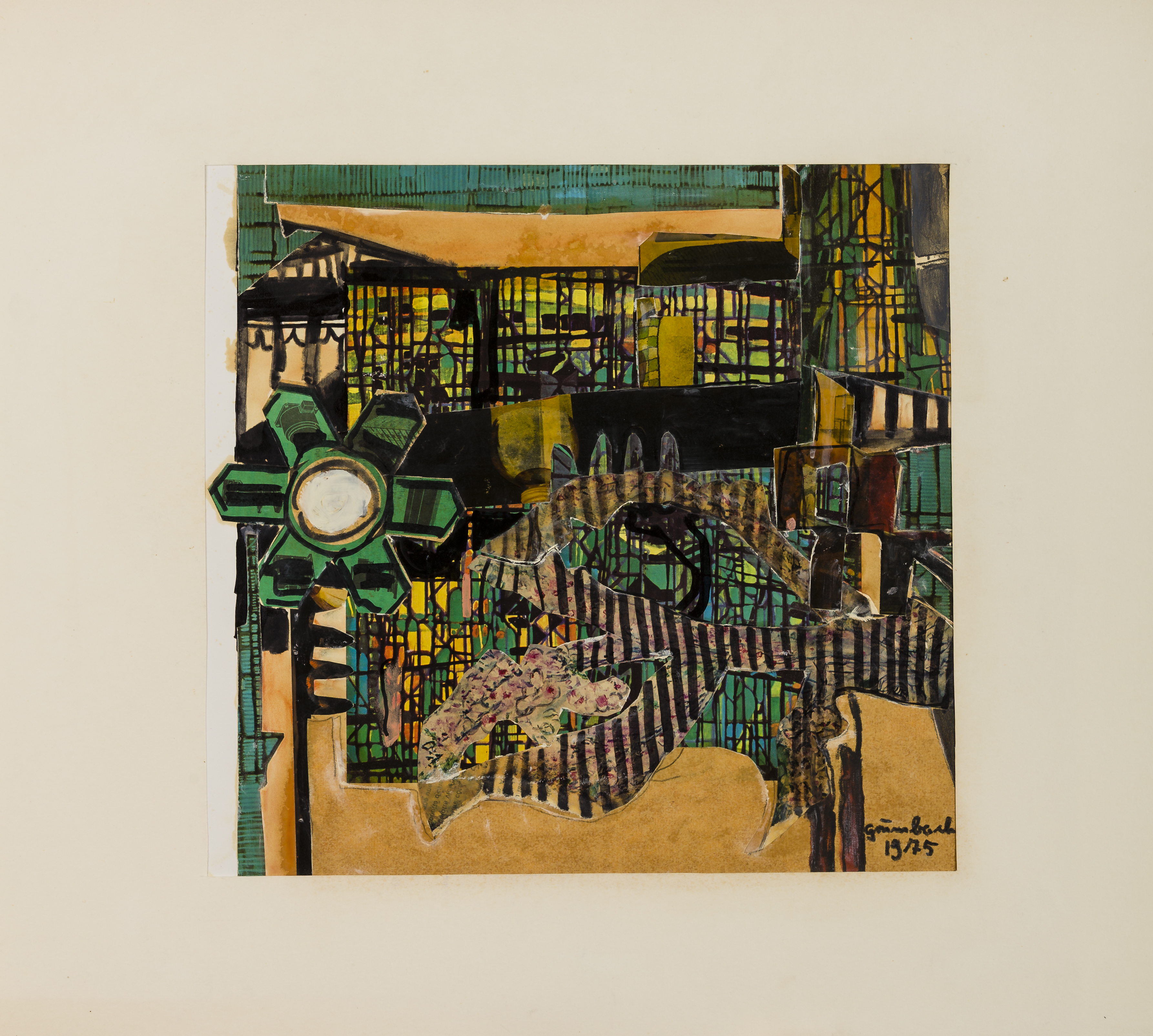
Kosmische Landschaft, Öl/Tusche/Collage auf Papier, 1975
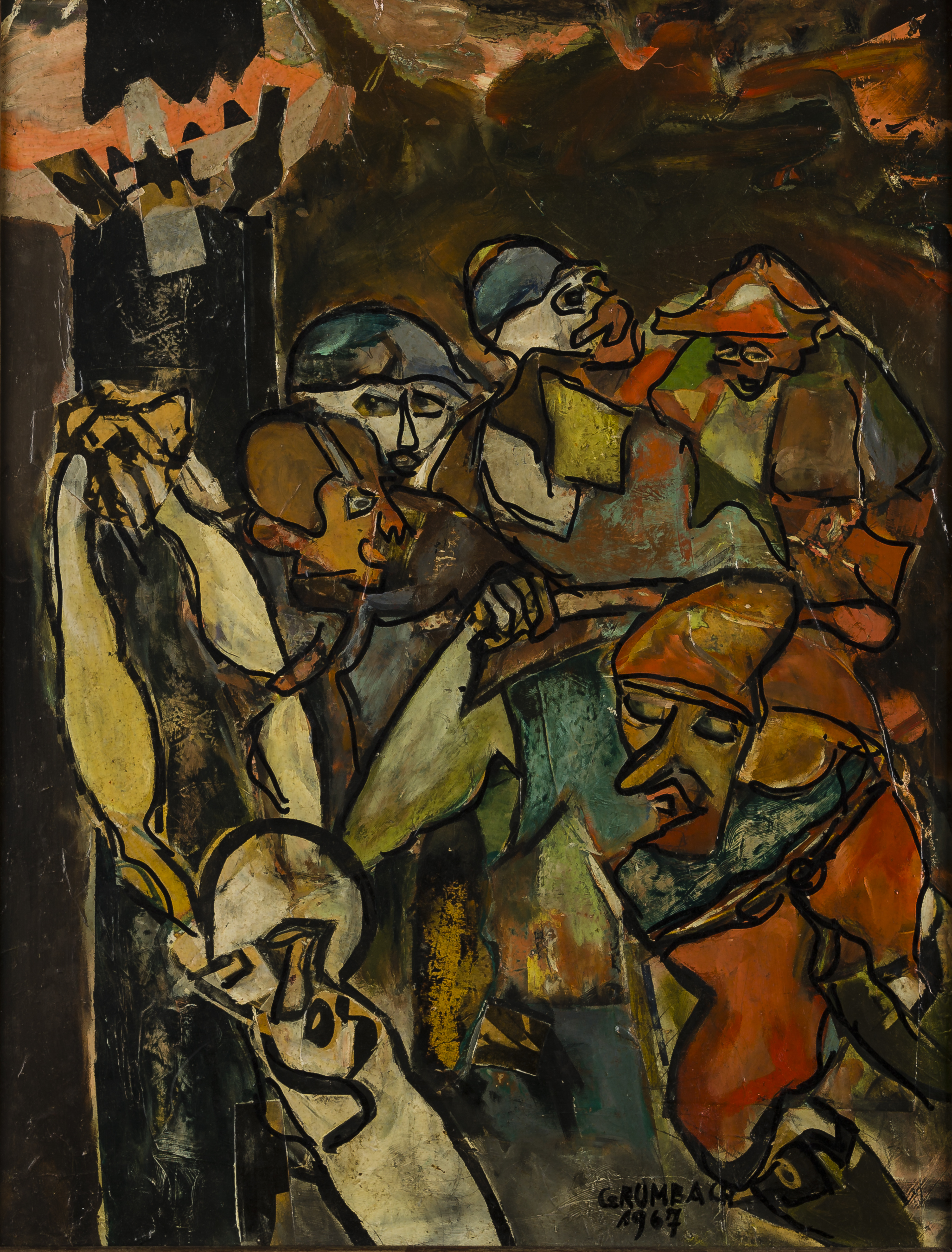
Geißelung Jesu, Öl/Tusche auf Holz, 1967
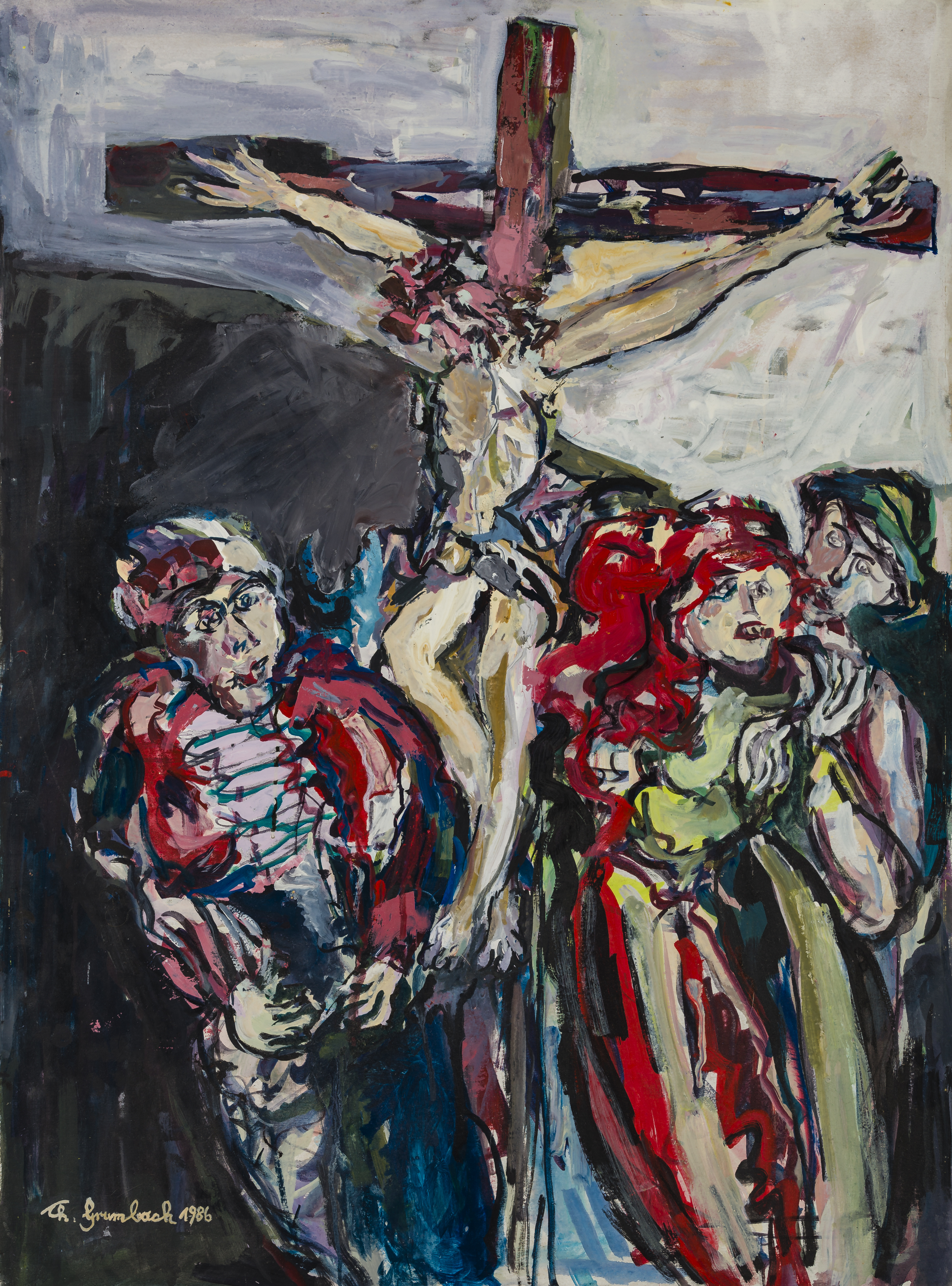
Kreuzigung 1986, Acryl auf Holz, 1986
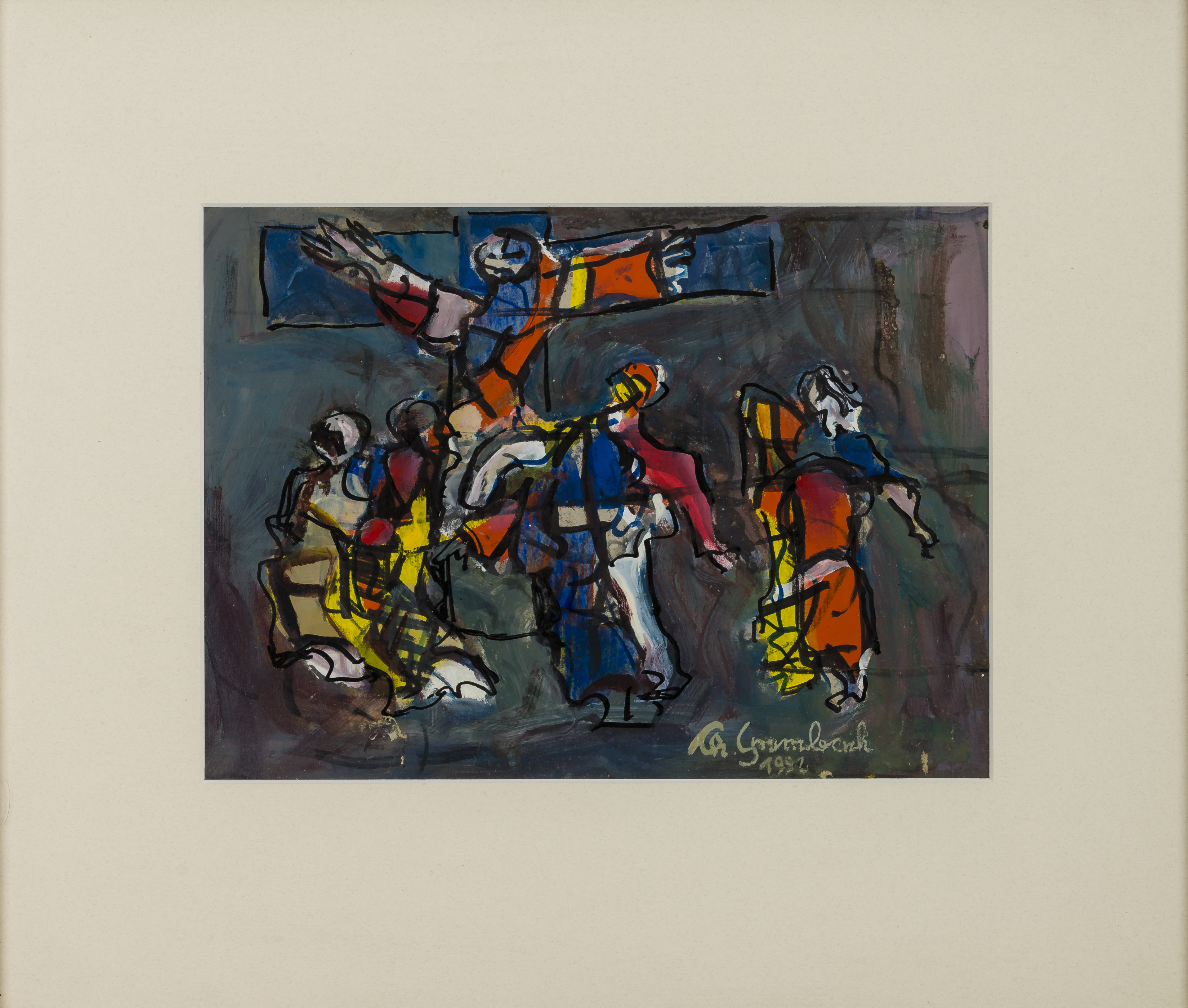
Kreuzigung 1992, Acryl/Tusche auf Karton, 1992
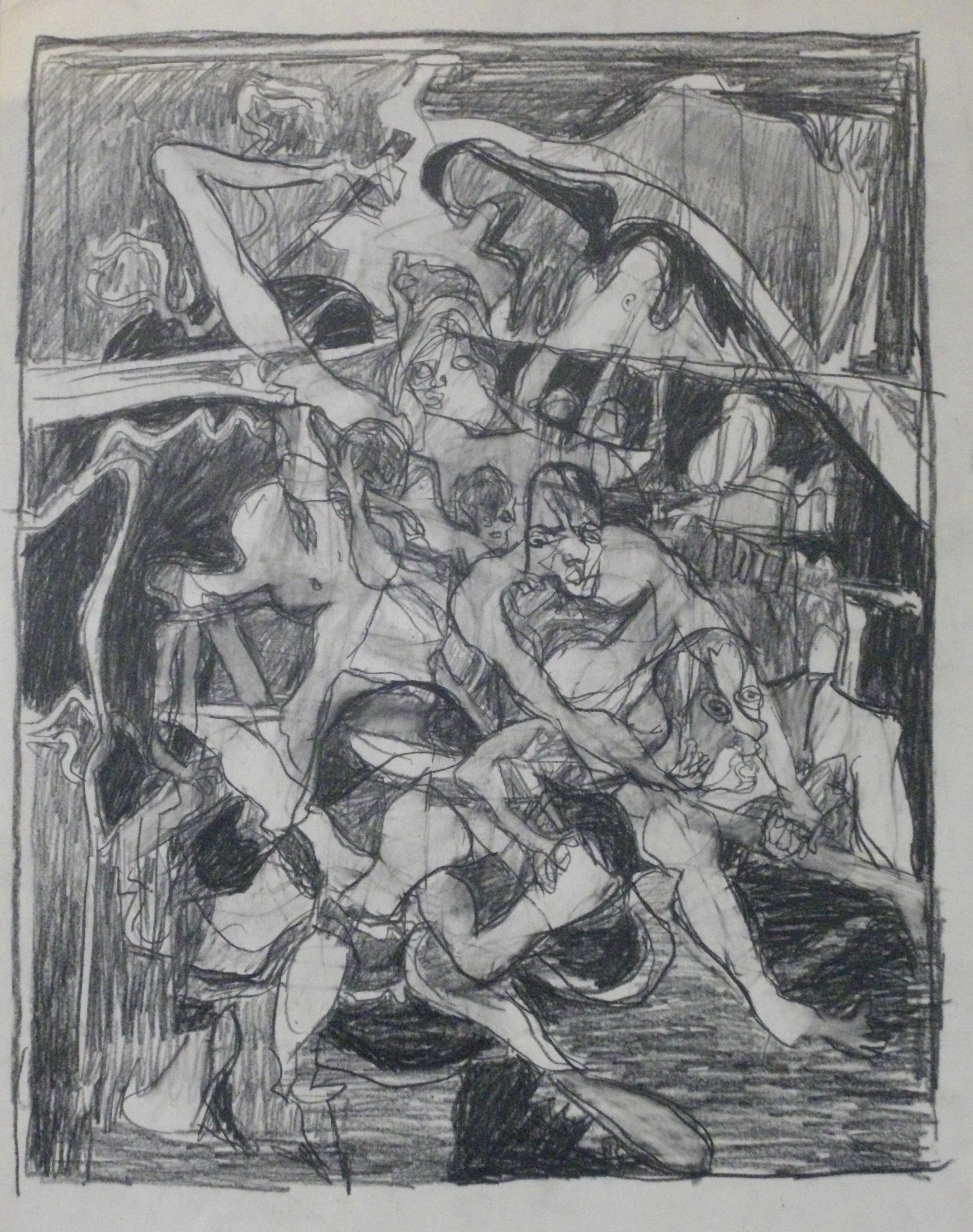
Bacchanal, Bleistift auf Papier, um 1969
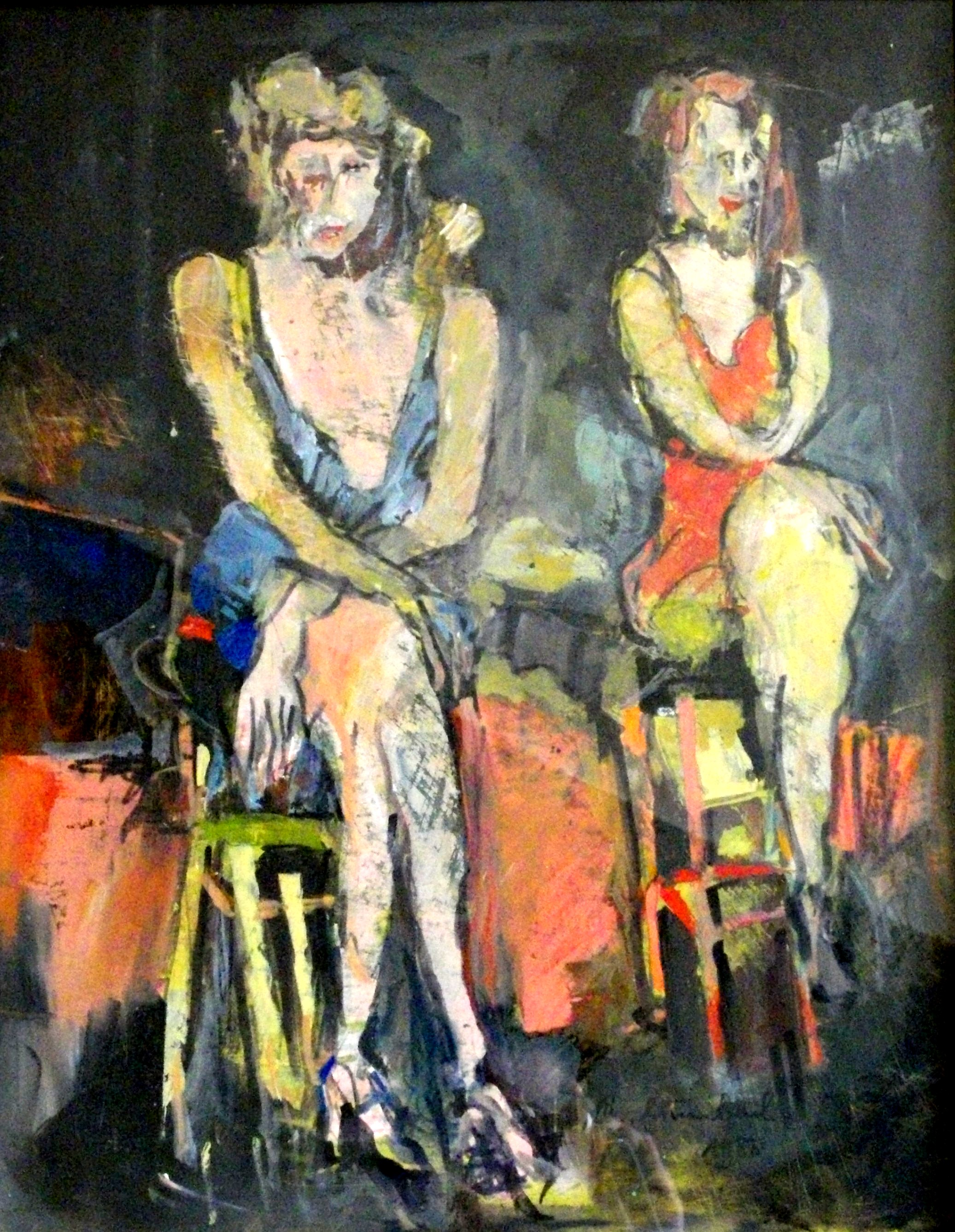
Bardamen, Öl auf Karton, 1986
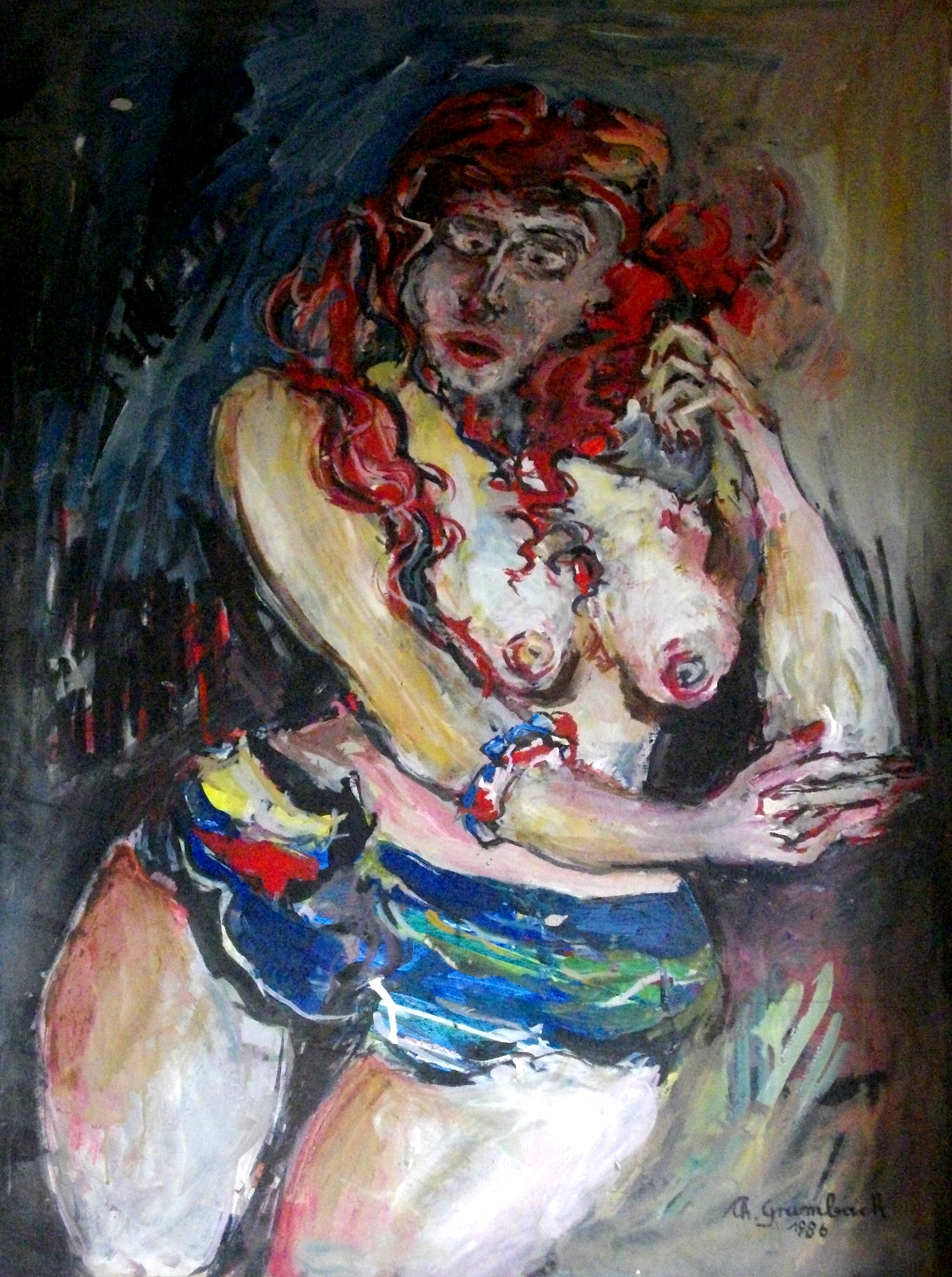
Die Prostituierte, Acryl auf Karton, 1986
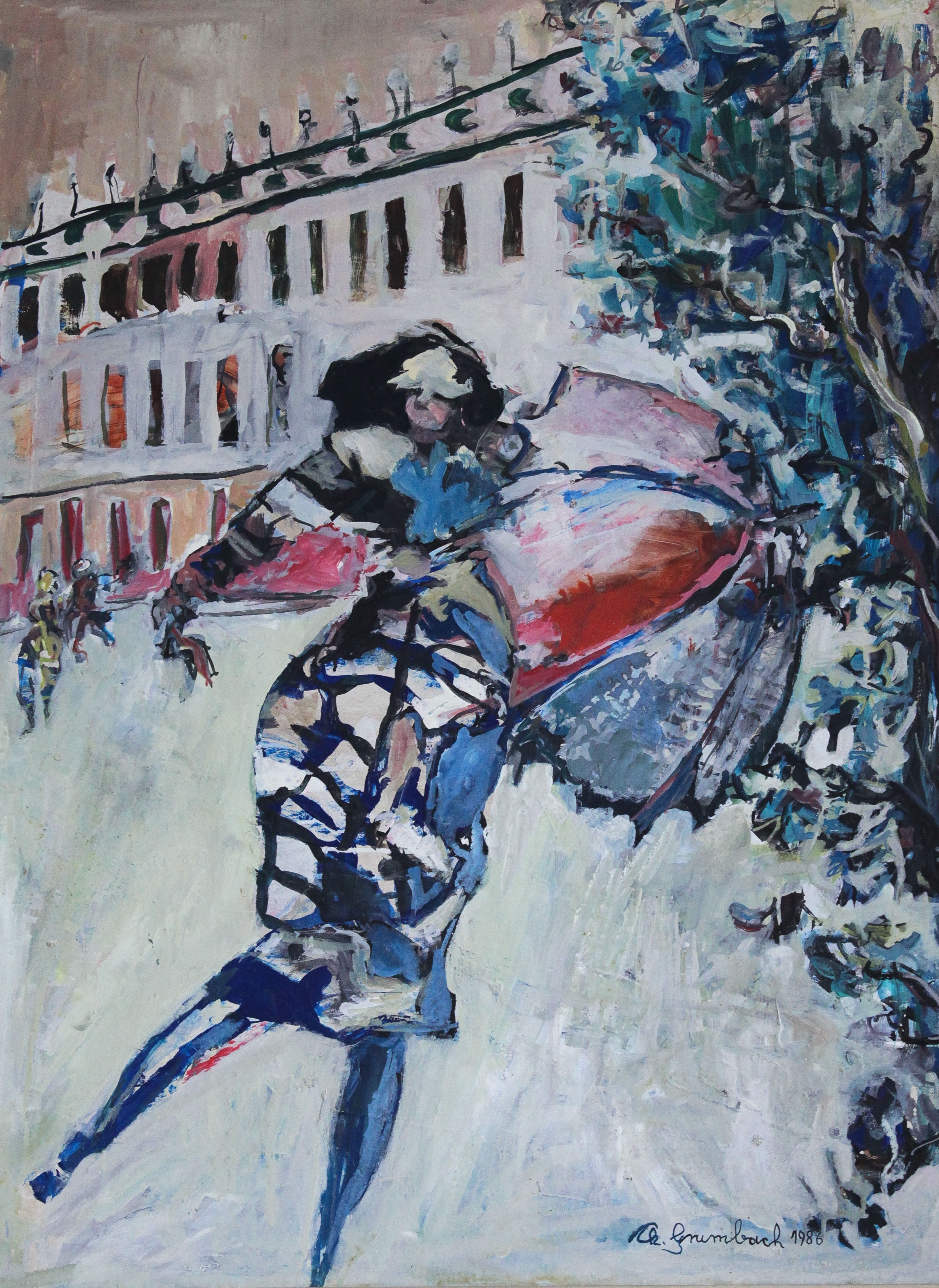
Frau mit Schirm, Öl auf Holz, 1986
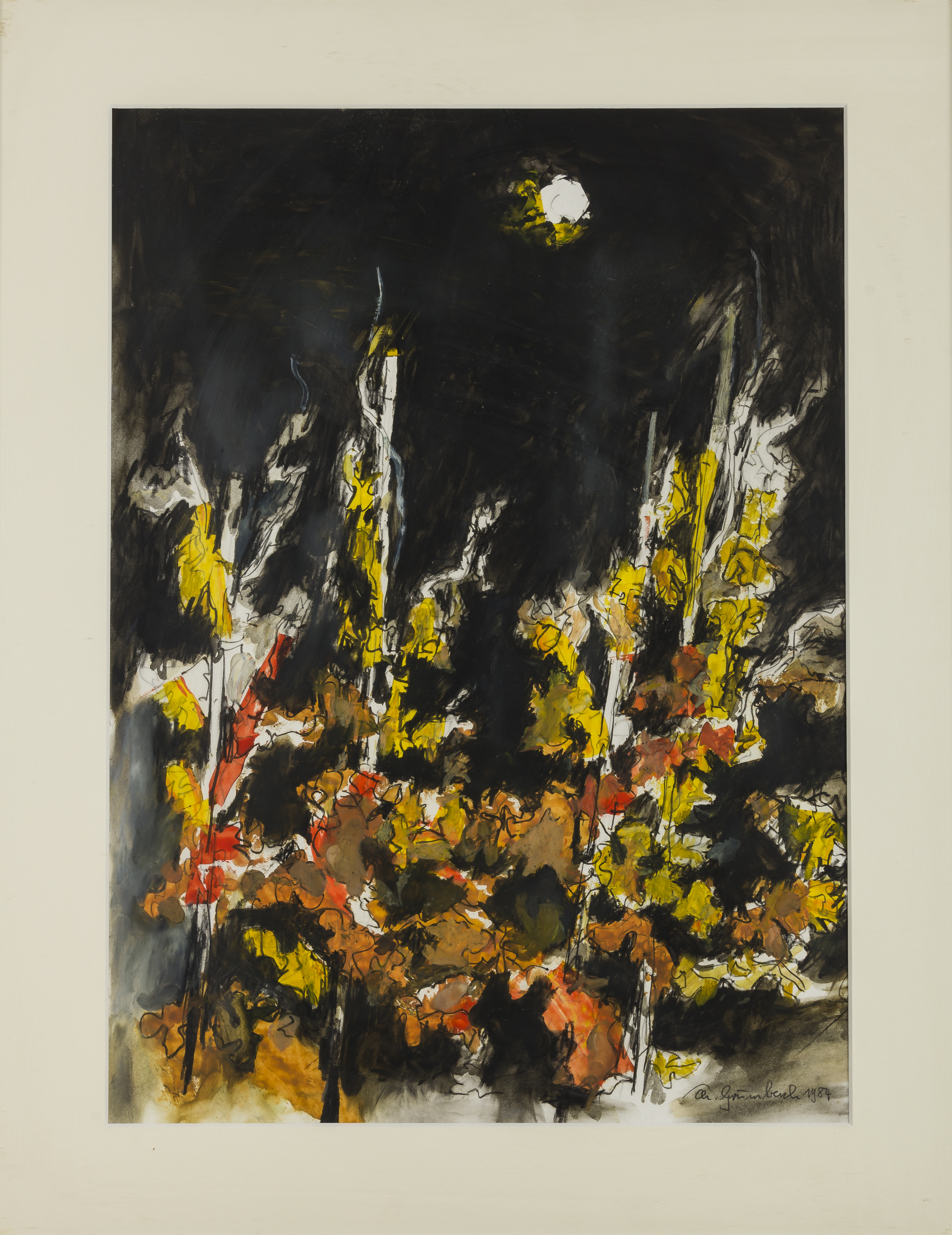
Nacht über dem Weinberg, Acryl/Tusche auf Papier, 1984
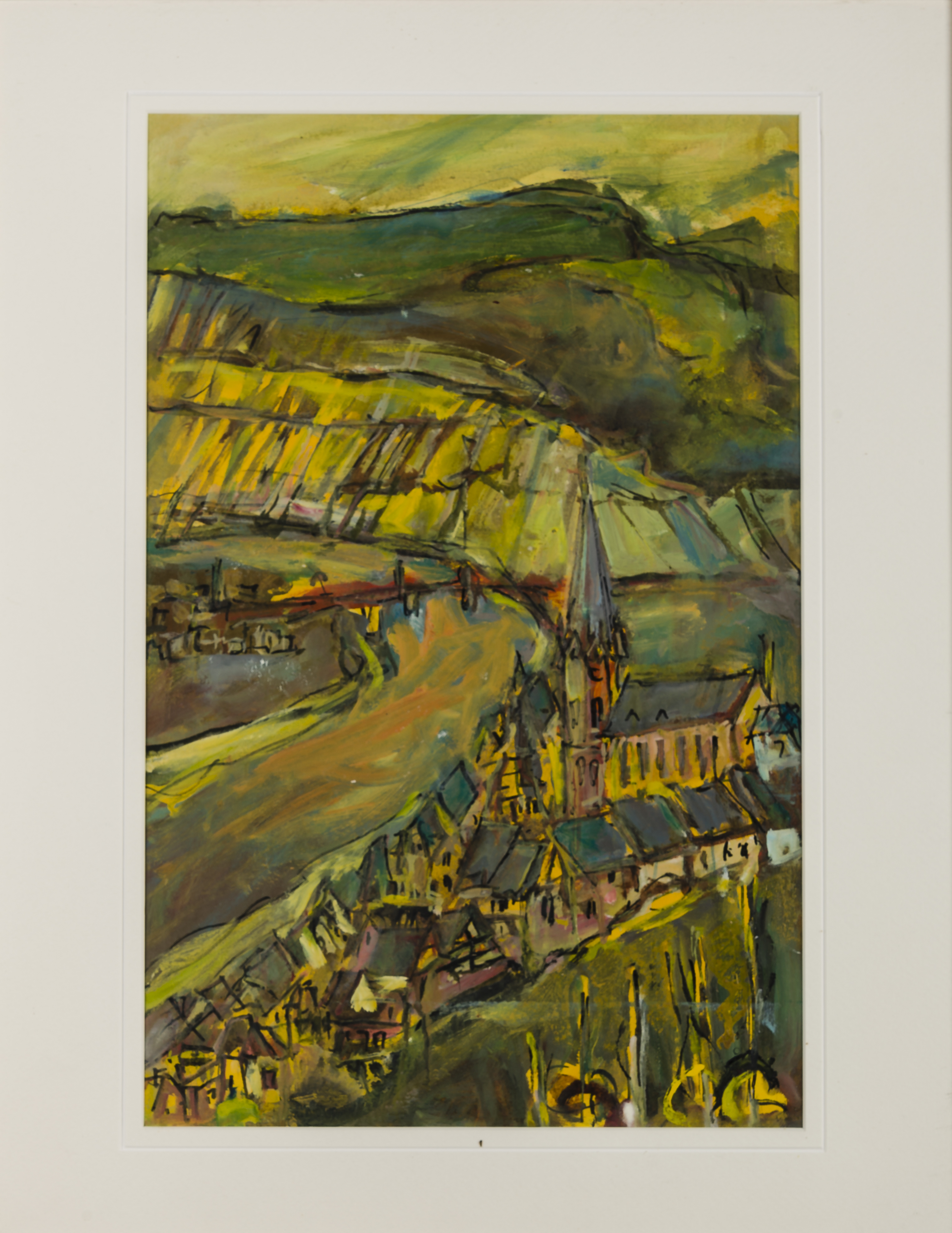
Weinort Lieser, Acryl/Tusche auf Karton, 1995
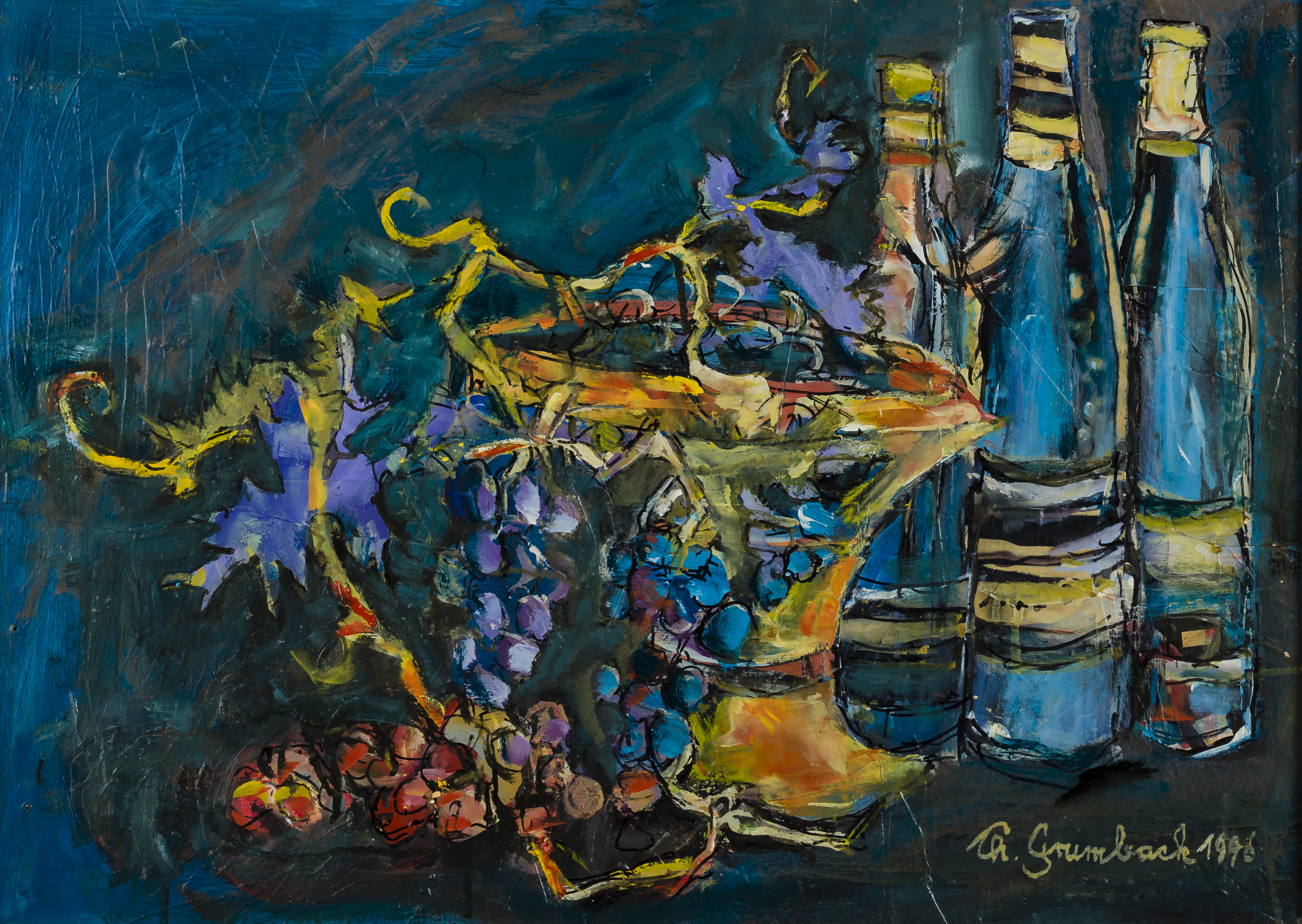
Stilleben mit Trauben und Weinflaschen, Öl auf Holz, 1996
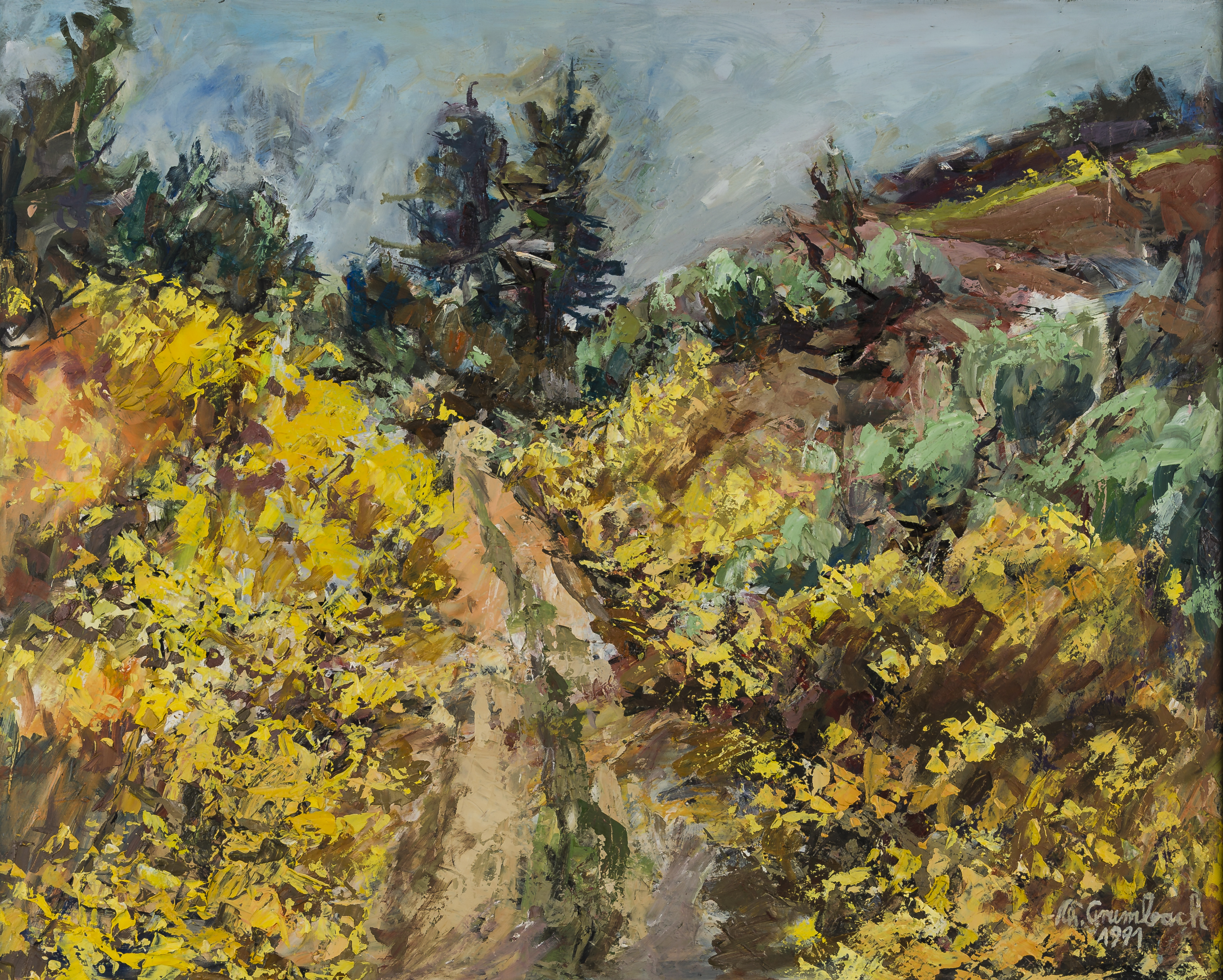
Ginsterblüte, Acryl auf Holz, 1991
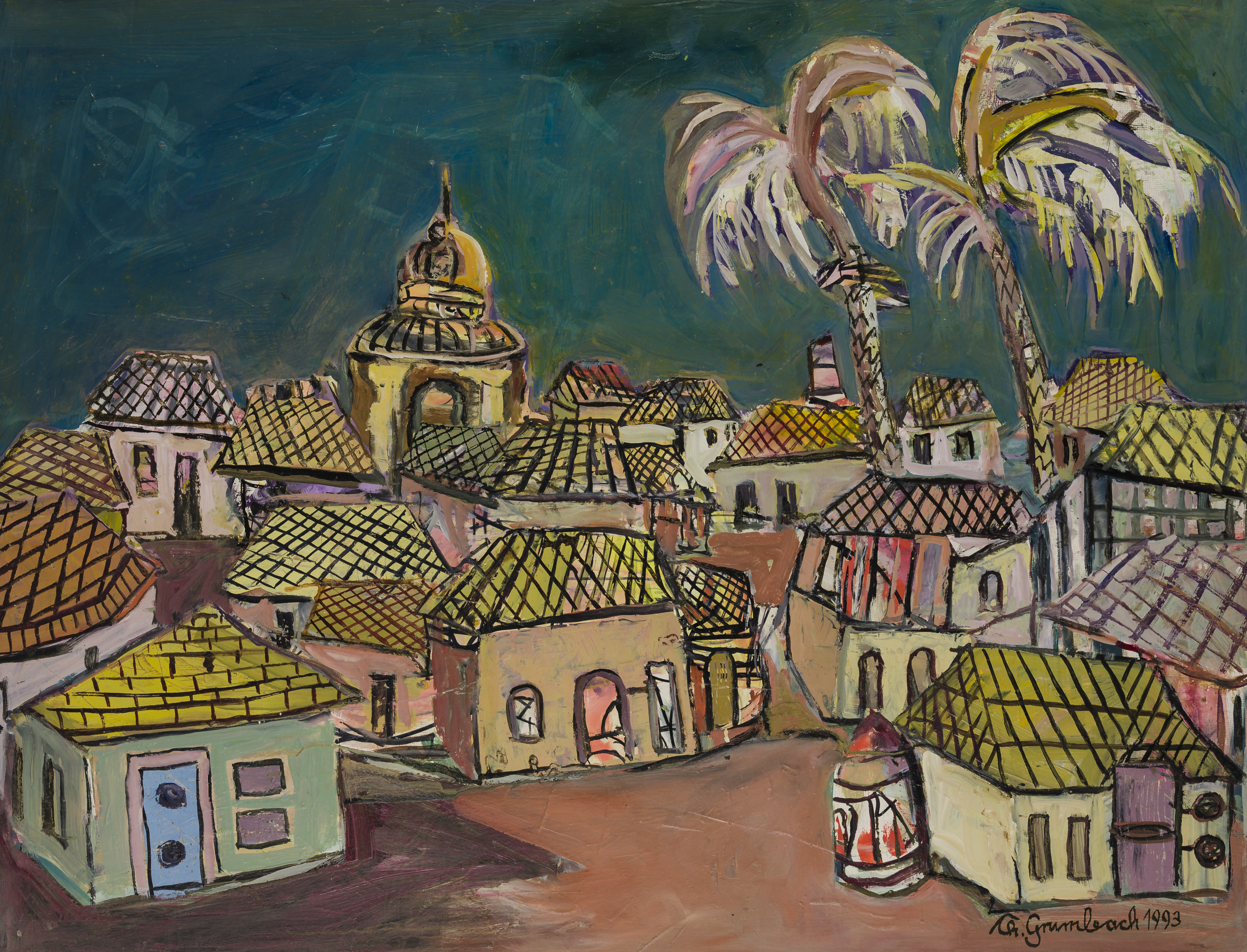
Orientalische Stadt, Acryl auf Holz, 1993
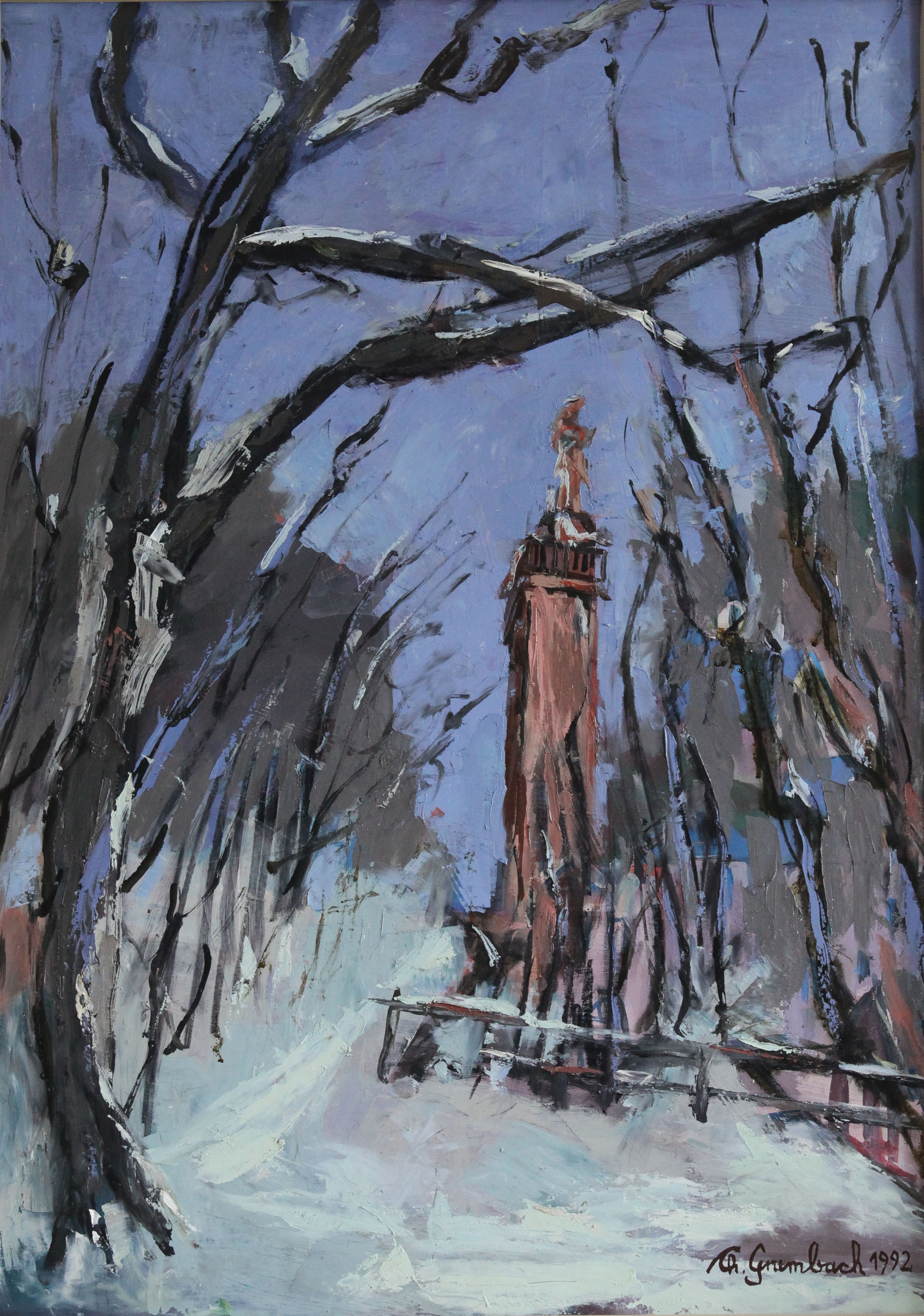
Trierer Mariensäule im Winter, Öl auf Holz, 1992
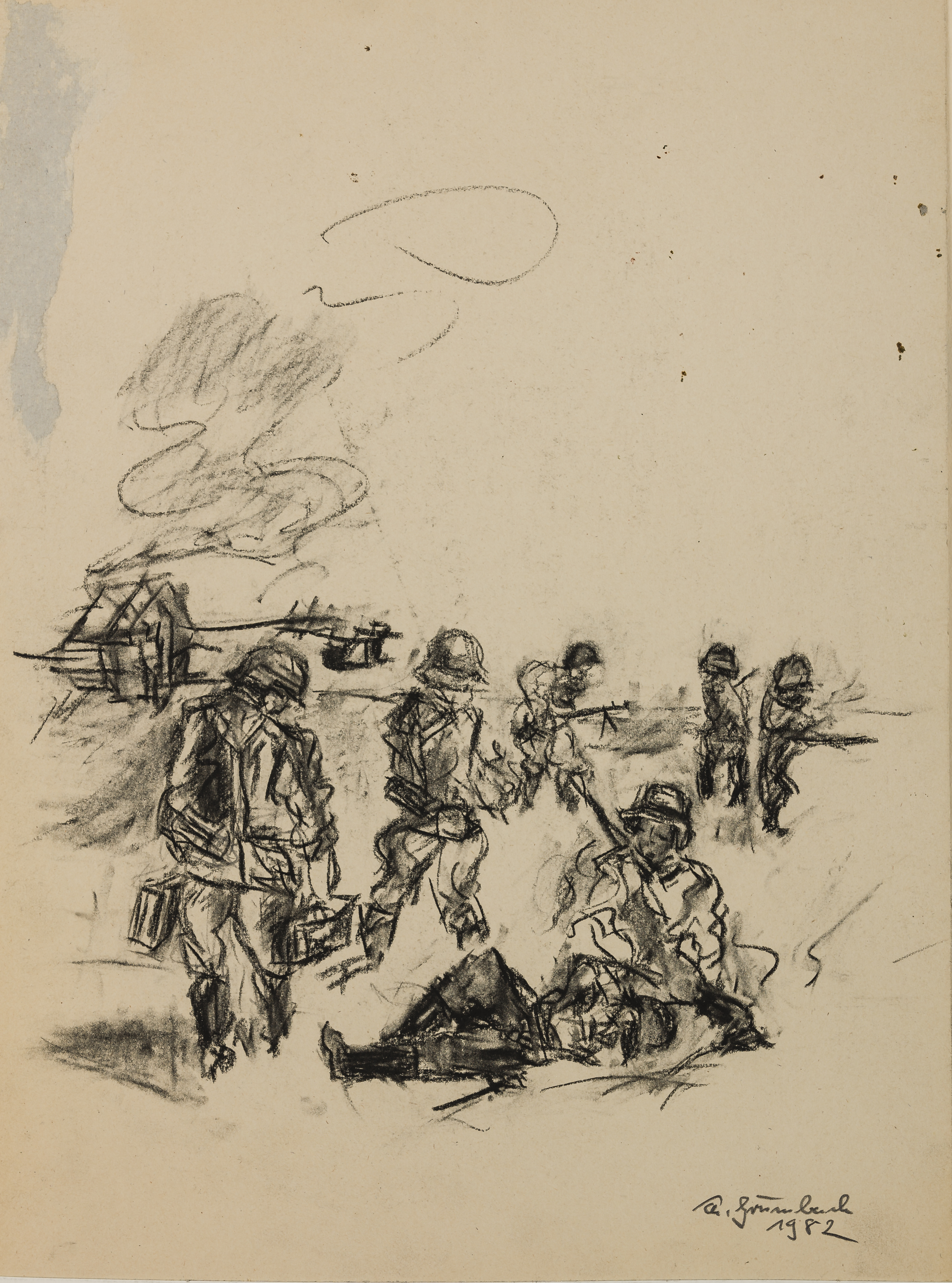
Krieg II, Bleistift auf Karton, 1983
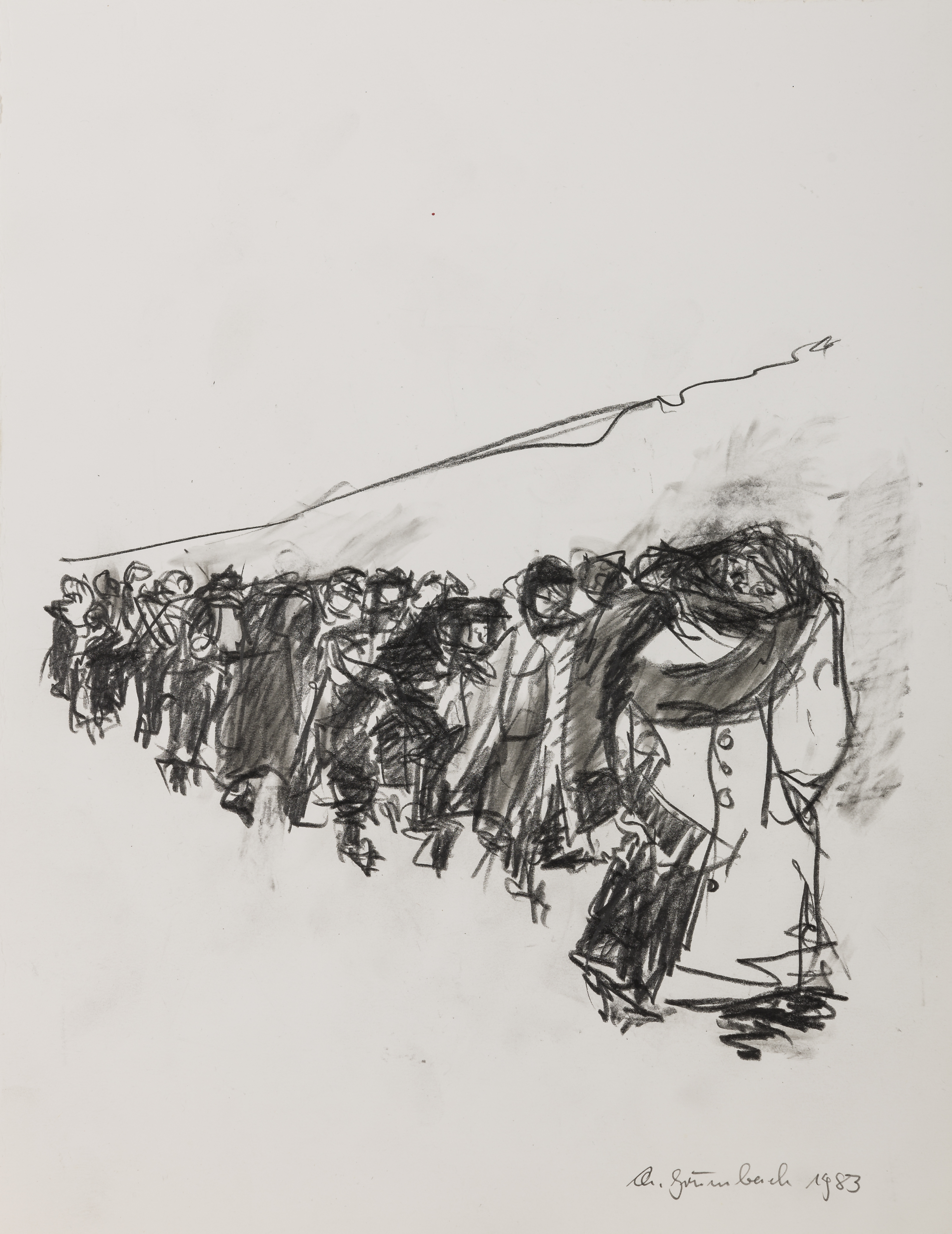
Krieg III, Bleistift auf Karton, 1983
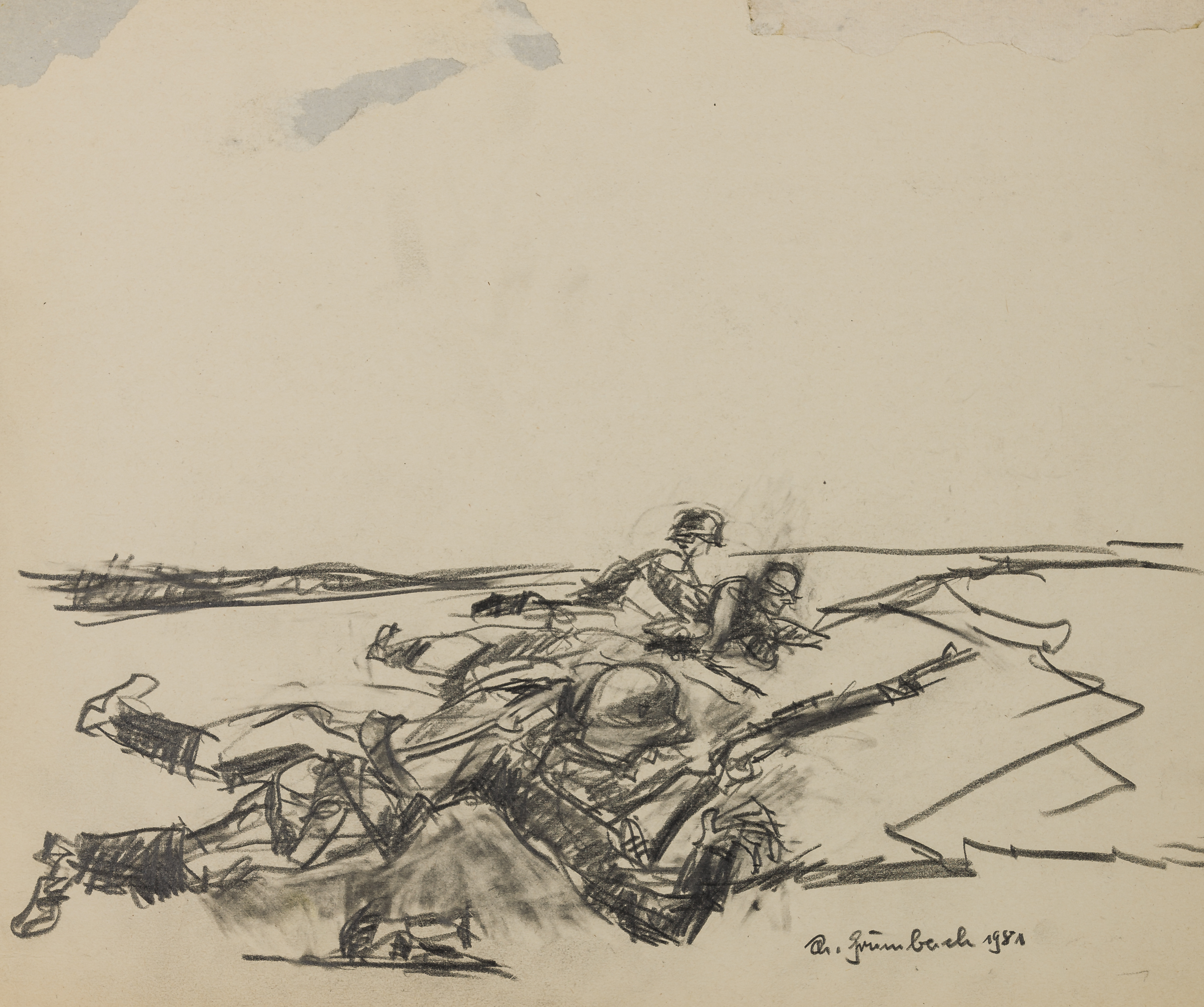
Krieg VIII, Bleistift auf Karton, 1981